# Captura de Fort Bute
La captura del Fuerte de Manchak o de Fort Bute tuvo lugar en Manchac, Luisiana (actual EE. UU.), y señaló el inicio de la intervención española en la guerra de Independencia de los Estados Unidos del lado del Reino de Francia y los rebeldes norteamericanos; con el fin de desplazar el dominio inglés de América del Norte.

## Batalla
Reuniendo un ejército ad hoc de soldados regulares españoles, milicias acadianas y de la Costa Alemana y levas nativas bajo el mando de Gilbert Antoine de St. Maxent, Bernardo de Gálvez, a la sazón gobernador de la Luisiana, atacó y capturó un pequeño puesto fronterizo en Manchac el 7 de septiembre de 1779.
El fuerte había sido construido previamente por los españoles en 1775 Por D. Thomas de Acosta, con el permiso del Gobernador General de la Florida D. Luis de Unzaga y Amezaga sobre otro destruido por las crecidas del río.
Parten el 27 de agosto de 1779 un pequeño ejército compuesto de:
| 1     | Bernardo de Gálvez                                                                                    |
| 1     | Jefe de la tropa coronel Manuel González, teniente coronel del Regimiento España                      |
| 1     | 2.º El sargento mayor de la Luisiana Esteban Rodríguez Miró                                           |
| 1     | Mayor de la expedición Jacinto Panis                                                                  |
| 1     | Teneiente de Artillería D. Julián Álvarez                                                             |
|       | |
| 1     | Oliverio Pollok Agente del congreso Americano                                                         |
| 2     | Oficiales Americanos                                                                                  |
|       | |
| 170   | Soldados veteranos (piquetes de los Regimientos del Príncipe, España y Fijo de La Habana)             |
| 330   | Reclutas                                                                                              |
| 20    | Carabineros                                                                                           |
| 60    | Milicianos                                                                                            |
| 80    | Negros y mulatos libres                                                                               |
|       | |
| 7     | voluntarios Americanos                                                                                |
|       | |
|       | Reclutados en la costa de los Alemanes y Acadianos, y en las delos Opeluzas, Atakapas y Punta-cortada |
| 600   | Hombres de todas las castas y colores                                                                 |
| 160   | Indios Voluntarios                                                                                    |
|       | |
| 1.427 | Total Tropa                                                                                           |

El fuerte lo toman los milicianos el 7 de septiembre, permaneciendo la tropa veterana a la espera de una posible ayuda al fuerte de 400 Ingleses que habían salido dos días antes de Baton-Rouge con artillería. Gilberto Antonio de Maxent, Capitán de Milicias, fue el primero en entrar en el fuerte por una de sus troneras. 

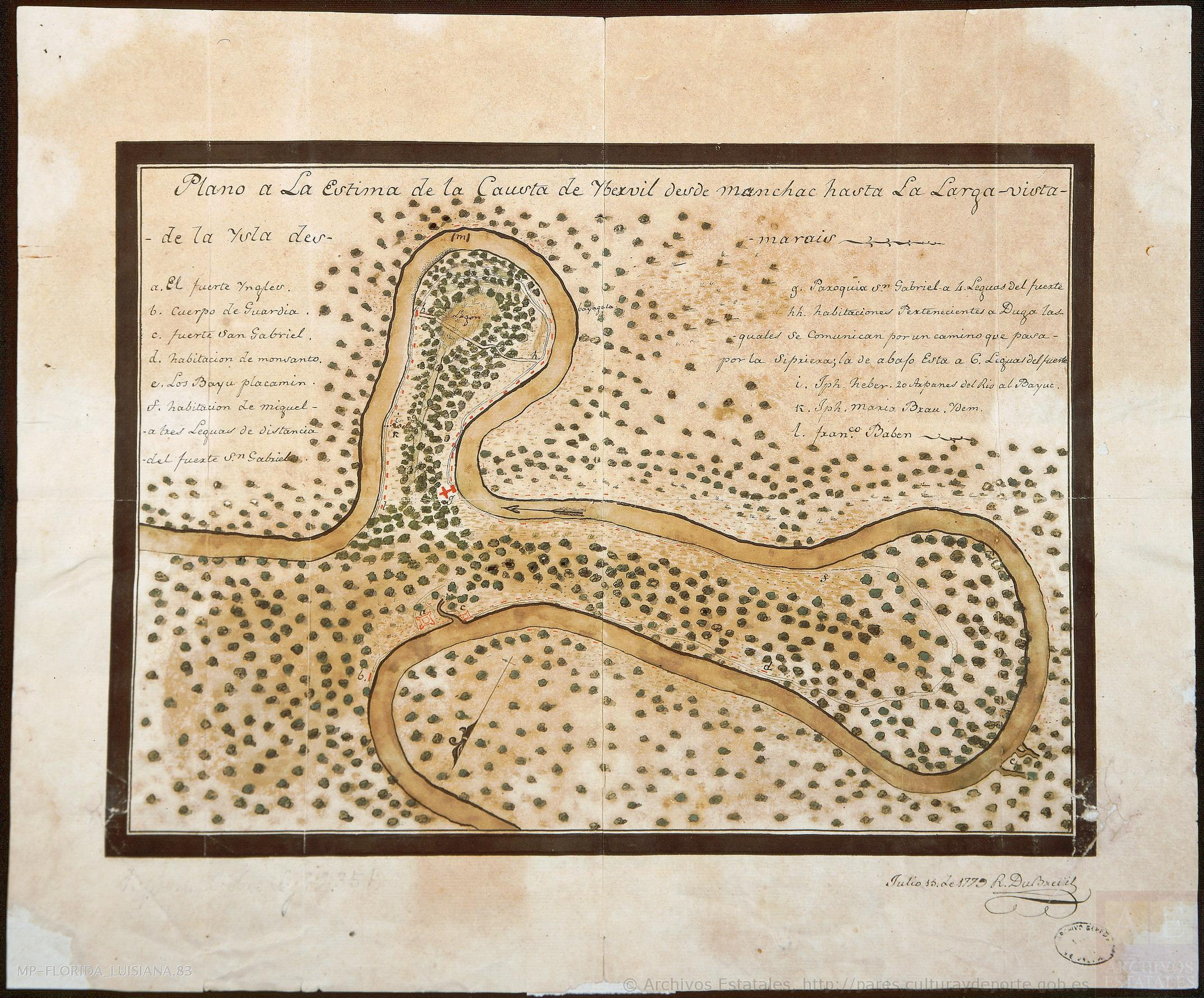

El día 8 se hizo inventario, se dio a la tropa 6 días de descanso y el 13 de septiembre se emprende la marcha hacia Batón-Rouge Los ingleses justifican el abandonarlo el día que ya esta cayendo Baton-Rouge por indefendible
Carlos III de España había declarado la guerra al Reino de Gran Bretaña el 21 de julio, y de acuerdo con el inicio de las hostilidades, Gálvez se había preparado con una eficiencia espectacular. El 18 de agosto, un feroz huracán arrasó la base de Gálvez en Nueva Orleans, hundiendo su flota, destruyendo sus provisiones, y llevando a la ruina los planes militares ya trazados por mar. Sin dejarse desanimar, Gálvez consiguió el apoyo de la colonia y el 27 de agosto salió de sus tierras hacia el territorio de la Florida británica.
Los españoles llegaron a Fort Bute al fin, tras una terrible marcha de once días, que había reducido su ejército en casi un tercio por el paludismo. La guarnición inglesa se sorprendió al ver a un ejército, no estando avisados de que se había declarado la guerra; Gálvez, para dar experiencia a sus bisoñas tropas, ordenó la toma de la posición, débil y establecida apresuradamente, al asalto.